# Babetta

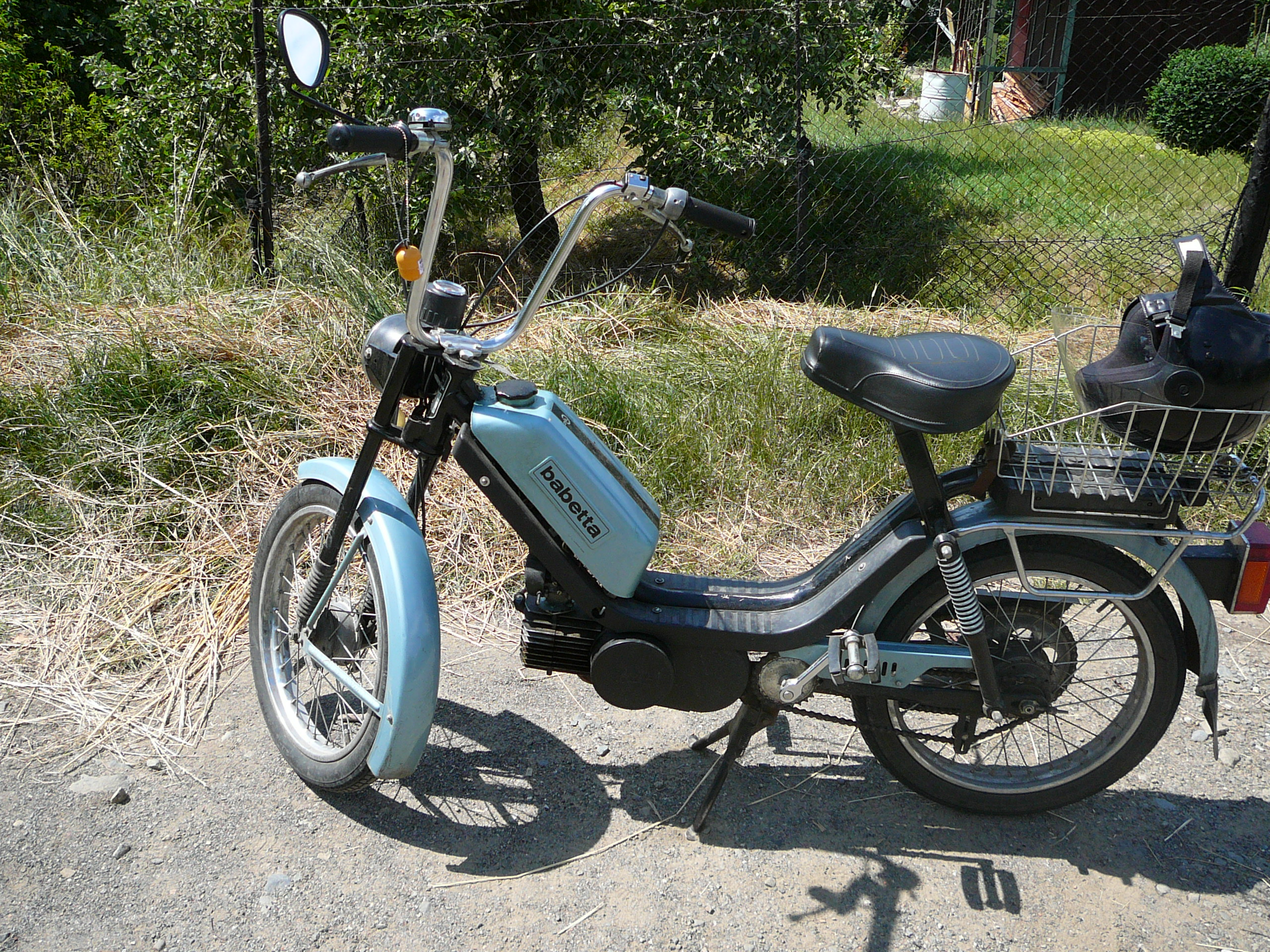
Babetta 210

Die Babetta war ein leichtes Moped / Mofa, das in der Tschechoslowakei vom Werk Považské Strojárne hergestellt wurde. Der Produktionsstandort lag in der heutigen Slowakei zunächst in Bystrica und später in Kolárovo. Zeitweise wurde es auch unter der Marke Jawa vertrieben. Zu den wichtigsten Importeuren zählte die Bundesrepublik Deutschland. 

## Geschichte

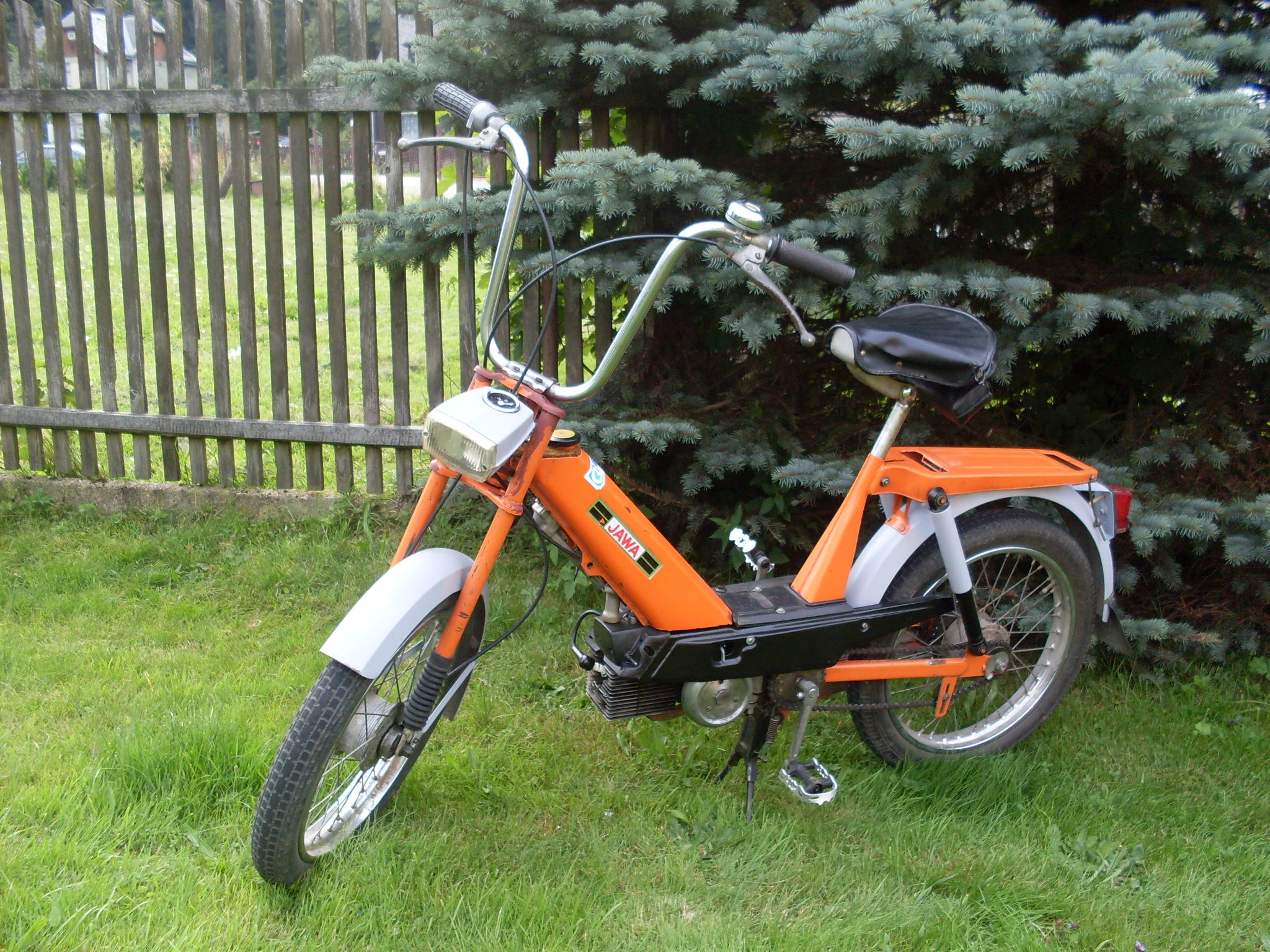
Babetta 207

Die ersten Babetta-Leichtmopeds wurden als Modell 228 ab 1970 in Bystrica produziert, wo auch Jawa-Kleinkrafträder und Manet-Motorroller vom Band liefen. Die Babetta wurde jedoch zunächst nur unter ihrem eigenen Namen und nicht als Jawa oder Manet vertrieben. 
Diese ursprüngliche Babetta war bereits mit einer elektronischen Zündung aus ČSSR-Fertigung ausgestattet, womit sie anderen Zweirädern dieser Zeit etwas voraus hatte. Der Typ 228 hatte 23 Zoll große Reifen. Das Rückgrat bildete ein einfacher Zentralrahmen, der auch den Kraftstofftank beinhaltete. Das Vorderrad war mit einer Teleskopgabel gefedert, während das Hinterrad starr befestigt war. Wenig später gab es die Babetta mit Hinterradfederung. Der 50-cm³-Zweitaktmotor mit liegendem Zylinder leistete 1,8 PS und beschleunigte das Leichtmoped auf 40 km/h. Die Babetta besaß eine automatische Kupplung, aber kein Schaltgetriebe.
Für den westdeutschen Markt gab es ab 1971 die Babetta 206 mit auf 25 km/h begrenzter Höchstgeschwindigkeit als Mofa. 
Ab 1973 wurde die Babetta als Typ 207 mit Hinterradfederung bzw. 206N mit kleineren Rädern (16-Zoll-Bereifung) produziert. Der Jahresausstoß lag 1976 bei 40 972 Babettas.
1983 wurden die Originalmodelle durch die neuen 210-Modelle ersetzt, die auch unter der Marke Jawa vertrieben wurden. Sie hatten einen neuen 50 cm³-Motor mit vier statt bisher zwei Überströmkanälen, der in Verbindung mit einem neuen Vergaser statt 0,8 kW nun 1,75 kW leistete.  Und es war nun auch eine 2-Gang-Automatik erhältlich. Die Maximalgeschwindigkeit, die die Babetta mit ihrem Motor im tadellosen Zustand erreichen konnte, lag bei 25 km/h (206) und 50 km/h (210). Die bisher aus gepresstem Stahlblech gefertigte Hinterradschwinge wurde durch eine Konstruktion aus geschlossenem Rohrmaterial mit größerer Verwindungssteifigkeit ersetzt. Die überarbeitete Babetta wurde bereits auf der Maschinenbaumesse in Brünn 1981 präsentiert.
1986 wurde die Produktion in das sehr ländlich gelegene Kolárovo nahe der ungarischen Grenze verlegt, was sich negativ auf die Qualität der Mofas auswirkte. Nach der Privatisierung Anfang der 1990er Jahre verschlechterte sich die Qualität der Babetta weiter; zudem verkleinerte sich der Markt für klassische Mofas mit Pedalen zusehends. Die letzte Modellreihe war die Babetta 193 Sting, die noch bis Anfang 1999 hergestellt wurde. Seither werden am Standort nur noch Ersatzteile produziert.

## Exporterfolg
Die Produktion der Babetta erfolgte von Anfang an mit Export-Orientierung vor allem auf westliche Länder wie die Niederlande, Westdeutschland und die USA. In der DDR wurde die Babetta hingegen nicht angeboten. Allein im Jahr 1974 wurden 18.000 Babettas in Westdeutschland verkauft, sie wurden dort über den Versandhandel von Quelle und Neckermann angeboten. Für die verschiedenen Exportmärkte gab es diverse Varianten der Babetta mit unterschiedlicher Höchstgeschwindigkeit, Optik, elektrischer Ausstattung, sowie auch als Doppelsitzer.
Viele vietnamesische Gastarbeiter in der Tschechoslowakei kauften gerne das Zweirad, um es mit in die Heimat zu nehmen.